# Projet Animaux Zoopolis
Projet Animaux Zoopolis (PAZ), est une association de défense des animaux adhérant à une éthique non spéciste. Ses actions ont pour objectif principal de faire de Paris une ville où les humains peuvent cohabiter pacifiquement avec les animaux, ce qui revient selon elle à ne pas les enfermer, ne pas les blesser et ne pas les tuer.

## Historique
Fondée en 2017, l'association est issue du collectif Paris sans captivité animale cofondé en 2015 par Amandine Sanvisens et Philippe Reigné, agrégé des facultés de droit. L'organisation avait alors pour but d’inciter la mairie de Paris à ne plus autoriser les spectacles de cirques avec animaux sauvages sur son territoire. Ce collectif deviendra en 2017 l’association PAZ, Paris Animaux Zoopolis. En 2024, l'association PAZ devient PAZ pour Projet Animaux Zoopolis.
L'association a notamment participé à la mission Animaux conduite par la mairie de Paris en 2017 ainsi qu’aux travaux initiés par le Ministère de l’Ecologie en 2019.
À l'origine surtout active à Paris, l'association a participé depuis 2019 à l'organisation d'un réseau à l'échelle du territoire français, principalement mobilisé dans les grandes villes sur la question des spectacles avec animaux.

## Objectifs
L’association est nommée d'après l’ouvrage Zoopolis, une théorie politique des droits des animaux des philosophes canadiens Sue Donaldson et Will Kymlicka (2011). Selon les principes dégagés dans ce livre, PAZ vise à favoriser l'évolution vers une société multi-espèces équitable où les humains et les animaux cohabiteraient pacifiquement. En pratique, cela demanderait d'accorder une citoyenneté particulière aux animaux domestiques, à reconnaitre la souveraineté des animaux sauvages sur leurs territoires et à protéger les animaux liminaires (rats, oiseaux des villes...).
A cette fin, l'association œuvre à mettre fin à ce qu'elle considère comme des abus envers les animaux, à sensibiliser le grand public au respect des intérêts des animaux, à faire évoluer les pratiques des pouvoirs publics et à faire évoluer le droit.
Ses engagements contre l’exploitation animale dans les cirques, la pêche de loisir dite “no-kill” dans la Seine, la reconnaissance du sacrifice des animaux de guerre ou encore l’application de mesures non-létales pour les rats sont issus d’un choix stratégique visant des avancées réalistes à court terme.

## Moyens de communication
L'association défend fréquemment ses positions dans des journaux locaux et nationaux, en particulier à travers des interviews et citations de sa porte-parole et des tribunes. Sa porte-parole, Amandine Sanvisens, est une interlocutrice régulière de la mairie de Paris sur les questions animales et intervient parfois sur les chaînes d’information en continu, dans les ministères ou même à l’Elysée, où elle a été reçue par les conseillers d’Emmanuel Macron.
PAZ a mené plusieurs campagnes d’affichage dans le métro parisien pour sensibiliser le grand public et interpeller la Mairie de Paris et le gouvernement au sort des animaux dans les cirques, des rats parisiens et des poissons blessés lors des pêches no-kill.
L'association organise et participe également régulièrement à des conférences et colloques en lien avec ses campagnes,.

## Campagnes principales
Les campagnes menées par l'association sont issues d’un choix stratégique visant des avancées réalistes à court terme.

### Contre l'utilisation d'animaux sauvages dans les spectacles
Dès ses débuts, PAZ organise des conférences à Paris et stimule dans la presse le débat sur la place des animaux sauvages dans les cirques. Après avoir concentré pendant deux ans ses efforts sur la mairie de Paris, l'association co-organise des manifestations, parfois tendues, pour demander aux maires de plusieurs grandes villes de s'engager et d'interdire l'installation sur leur territoire des cirques avec animaux.
Courant 2019, la ministre de la Transition écologique Élisabeth Borne reçoit l'association afin de préparer un plan d’action pour le bien-être de la faune sauvage captive. En parallèle de ces discussions, la porte-parole de l'association est victime d'intimidations et de menaces de morts enregistrées sur son répondeur, contre lesquelles elle porte plainte.
En novembre 2019, la Mairie de Paris s’engage publiquement au Conseil de Paris à ne plus accueillir de cirques avec animaux sauvages. En septembre 2020, la ministre de la Transition écologique et solidaire annonce l'interdiction d'utiliser des animaux sauvages dans les cirques. La loi est adoptée en novembre 2021, pour une entrée en vigueur fin novembre 2028.

### Pour l'emploi de mesures non-létales contre les rats
En 2018, PAZ s'engage contre la mise en œuvre de mesures létales pour le contrôle de la population des rats parisiens. Une campagne d'affichage est organisée dans le métro parisien avec le slogan « Les rats ne sont pas nos ennemis ». Les textes « stop au massacre des rats » et « Demandons à Paris de stopper l’empoisonnement massif des rats » avaient été censurés par la régie publicitaire de la RATP. Comme les autres, cette campagne est l'objet de manifestations ponctuelles et d'influences auprès des femmes et hommes politiques locaux.

### Pour la reconnaissance du sacrifice des animaux de guerre
PAZ a sollicité en avril 2018 la mairie de Paris pour la création du premier monument national rendant hommage aux animaux engagés pendant la Première Guerre mondiale. L'association est rapidement rejointe dans sa démarche par une trentaine d'associations de protection animale, l'association d'anciens combattants Le Souvenir français, puis plusieurs conseillers municipaux et soutenue par une pétition recueillant plus de 29 000 signatures. Le conseil de Paris accepte le 26 septembre 2018 d'ériger un monument en hommage aux animaux de guerre. Ce monument de l'artiste Gérard Collin-Thiébaut est prévu dans le square Boucicaut (7ème arrondissement). PAZ est également à l'initiative d'une plaque commémorative rendant hommage aux chevaux de la Première Guerre mondiale, installée en 2023 au parc des Buttes-Chaumont.

## Reconnaissance
En 2019, le travail de l'association est reconnu comme particulièrement efficace par l'organisme international Animal Charity Evaluators. L'évaluateur spécialiste de la cause animale est particulièrement impressionné par la présence qu'a l'association dans les médias et souligne l'importance de son plaidoyer pour les individus habituellement négligés que sont les poissons et les animaux liminaires (c'est-à-dire vivant à proximité des humains sans pour autant être domestiqués).
En 2020, sa présidente Amandine Sanvisens est citée comme étant « le nouveau visage de la cause animale » dans un article dédié à son parcours et paru dans Le Monde puis sur TMC.

## Amandine Sanvisens

### Biographie
Issue de parents et de grand-mères étant nés et ayant vécu en Ariège, Amandine Sanvisens a passé une partie de son enfance dans ce département. Pendant ses vacances, elle apprend à nager dans le lac d’Egletons et à ramer sur l’étang de Prévot, en Corrèze. Elle grandit cependant à Toulouse, ville dont elle a gardé un léger accent. Amandine Sanvisens doit sa prise de conscience à une pétition signée au collège contre la torture des chevaux. À la suite de ce premier engagement, elle reçoit des tracts lui donnant accès à de nouvelles informations, comme la possibilité de vivre sans manger de viande, ce qui l’amène à adopter le véganisme à 12 ans. Durant son adolescence, elle milite localement contre la corrida et avec des associations locales.
Amandine Sanvisens s’installe à Paris en 2011, où elle fonde la première pâtisserie végane de France, Vegan Folie’s, située rue Mouffetard. En parallèle, elle obtient un master de marketing avant de fonder en 2015 Paris sans captivité animale, qui deviendra deux ans plus tard l'association PAZ dont elle est présidente. Depuis 2020, elle est aussi directrice de l'association Aquatique Life Institute France, spécialisée dans la défense des intérêts des poissons en tant qu'individus sensibles.

### Harcèlements et menaces de mort
La campagne pour l’interdiction de la pêche à Paris a valu à la militante ainsi qu’à son principal soutien au Conseil de Paris Danielle Simonnet d’être harcelées sur les réseaux sociaux, en mars 2018.
Un directeur de cirque a été inculpé d’avoir menacé Amandine Sanvisens de mort, par un appel anonyme en 2019, issu d’un téléphone doté d’une carte prépayée. Ces menaces ont été proférées pendant une période ou la militante intervenait lors des discussions au ministère de l’Écologie au sujet de l’interdiction des spectacles avec animaux sauvages dans les cirques.